# 安全性分析
安全性分析（あんぜんせいぶんせき）とは、財務分析の方法の1つであって、企業の財務上の支払能力を測定するものである。
企業が事業活動を継続してゆくためには、収益性の向上のみでは足りず、個々の債務の支払時点において支払能力を有することが欠かせない。安全性分析は、このような企業の財務上の支払能力を測定するものといえる。代表的な指標としては、固定比率、負債比率、流動比率、当座比率、長期固定適合率、株主資本比率、インタレスト・カバレッジ・レシオなどがある。
負債の利用によるレバレッジ効果が存在するため、企業の安全性と収益性とは、通常トレードオフの関係にある。